# Masahiro Sakata
Masahiro Sakata (Japans: 坂田雅弘,Sakata Masahiro) (Tokio, 1970) is een eigentijds Japans componist, pianist en hoornist. 

## Levensloop
Sakata kreeg op 6-jarige leeftijd pianolessen. Drie jaar later begon hij met het componeren van kleine stukjes. Hij werd lid van het harmonieorkest in de High-school en in het harmonieorkest van de Saitama Universiteit, waar hij ook muziek en muziek-pedagogiek studeerde en later gradueerde. Zijn leraren waren Mizue Ninomiya, Chisato Ogino, Yayoi Mikame en Chisato Hosaka. 
Hij was eerst muziekleraar aan een middelbare school Yamanashi Eiwa school (-1997); nu is hij docent aan een High-school in de Saitama-prefectuur, tegenwoordig in Shiraoka. 
Als componist schreef hij werken voor verschillende genres. Hij won in 2001 de Asahi-prijs. 

## Composities

### Werken voor orkest
- 1990 Vocalise pour Orchestre, voor orkest, op. 4
- 1994 Dance pour Orchestre, op. 7
- 1998 Ballet "Nuit de Fée", voor orkest, op. 11
- 2002 Concertino, voor piano en orkest, op. 17

### Werken voor harmonieorkest
- 1989 Overture for Band, voor harmonieorkest, op. 2
- 1999 The Empire of Lights, voor harmonieorkest, op. 13
- 2003 Dreams of the Butterfly, voor harmonieorkest, op. 18
- 2006 Fanfare & Choral for Celebration

### Werken voor koren
- 2000 Five Images, voor gemengd koor en piano, op. 14
- 2003 Notes, voor gemengd koor en piano, op. 19

### Vocale muziek
- 1995 Song, "Birds of moonlight", voor sopraan en piano, op. 9
- 2003 Three children's song, voor vrouwenstem en piano, op. 20

### Kamermuziek
- 1995 Strijkkwartet, op. 8
- 1998 Sonate, voor viool en piano, op. 12
- 2002 Sonatine, voor dwarsfluit en piano, op. 16
- 2003 Sonata, voor cello en piano, op. 21
- 2004 Rhapsody, voor altsaxofoon en piano, op. 23

### Werken voor piano
- 1984-1987 Drie impromptus, op. 1
- 1990 rev.2006 Tone poem for piano "What is the dream ..."  - oorspronkelijk: Trois Esquisses, op. 3
- 1991 Sonatine, voor piano, op. 5
- 1993 Ballade à la lune Ⅰ, op. 6
- 1997 Ballade a la lune Ⅱ, op. 10
- 2001 Variations on "Yashi no mi", op. 15
- 2003 "shine like a shadow" "Un reflet dans le vent", voor twee piano's, op. 22
- 2004 Palais des vents, op. 24